# Hylleholt Sogn
Hylleholt Sogn er et sogn i Tryggevælde Provsti (Roskilde Stift).
Hylleholt Sogn blev i 1880 udskilt fra Faxe Sogn, der hørte til Fakse Herred i Præstø Amt. Hylleholt blev et selvstændigt pastorat, men dannede sognekommune med Faxe Sogn. Sognekommunen blev senere delt, så hvert sogn dannede sin egen sognekommune. Både Faxe og Hylleholt var med i den frivillige kommunesammenlægning, som ved kommunalreformen i 1970 blev til Fakse Kommune.
I Hylleholt Sogn ligger Hylleholt Kirke.
I sognet findes følgende autoriserede stednavne:
- Brandskov Huse (bebyggelse)
- Faxe Ladeplads (bebyggelse)
- Fuglsang (bebyggelse, ejerlav)
- Hulhøj (bebyggelse)
- Hylleholt (bebyggelse, ejerlav)
- Kissendrup (bebyggelse, ejerlav)
- Lille Elmue (bebyggelse, ejerlav)
- Lille Favrby (bebyggelse, ejerlav)
- Møllehuse (bebyggelse)
- Pulvergårdshuse (bebyggelse)
- Rejnstrup (bebyggelse, ejerlav)
- Sibirien (bebyggelse)
- Store Favrby (bebyggelse, ejerlav)
- Strandby (bebyggelse)
- Strandhoved (bebyggelse, ejerlav)
- Strandhuse (bebyggelse)
- Strandlodshuse (bebyggelse)
- Strandskov (areal, bebyggelse)
- Stubberup (bebyggelse, ejerlav)
- Stubberup Enghave (bebyggelse)
- Vallebo (bebyggelse, ejerlav)
- Vivede (bebyggelse, ejerlav)
- Vivede Overdrev (bebyggelse)
- Vråmose (bebyggelse)